# Lhoka
Lhoka, även känd som Shannan på kinesiska, är en stad på prefekturnivå i den autonoma regionen Tibet som är av stor kulturhistorisk betydelse.
Både orten tibetanska namn och dess kinesiska motsvarighet betyder "söder om bergen". I Lhoka är Yarlung-regionen belägen, vilken av tradition anses vara den tibetanska civilisationens vagga, och flera av Tibets äldsta minnesmärken är belägna i Lhoka. Bland annat är Tibets äldsta kloster, Samye, beläget i prefekturen, liksom Trandruk-klostret och det uråldriga fortet Yumbulagang.
Lhoka är uppdelat i 12 härad enligt tabellen nedan. Stora delar av häradena Lhüntse och Tsome kontrolleras de facto den indiska delstaten Arunachal Pradesh, vilken Folkrepubliken Kina gör anspråk på. De omstridda områdena markeras med grönt på kartan.

## Administrativ indelning

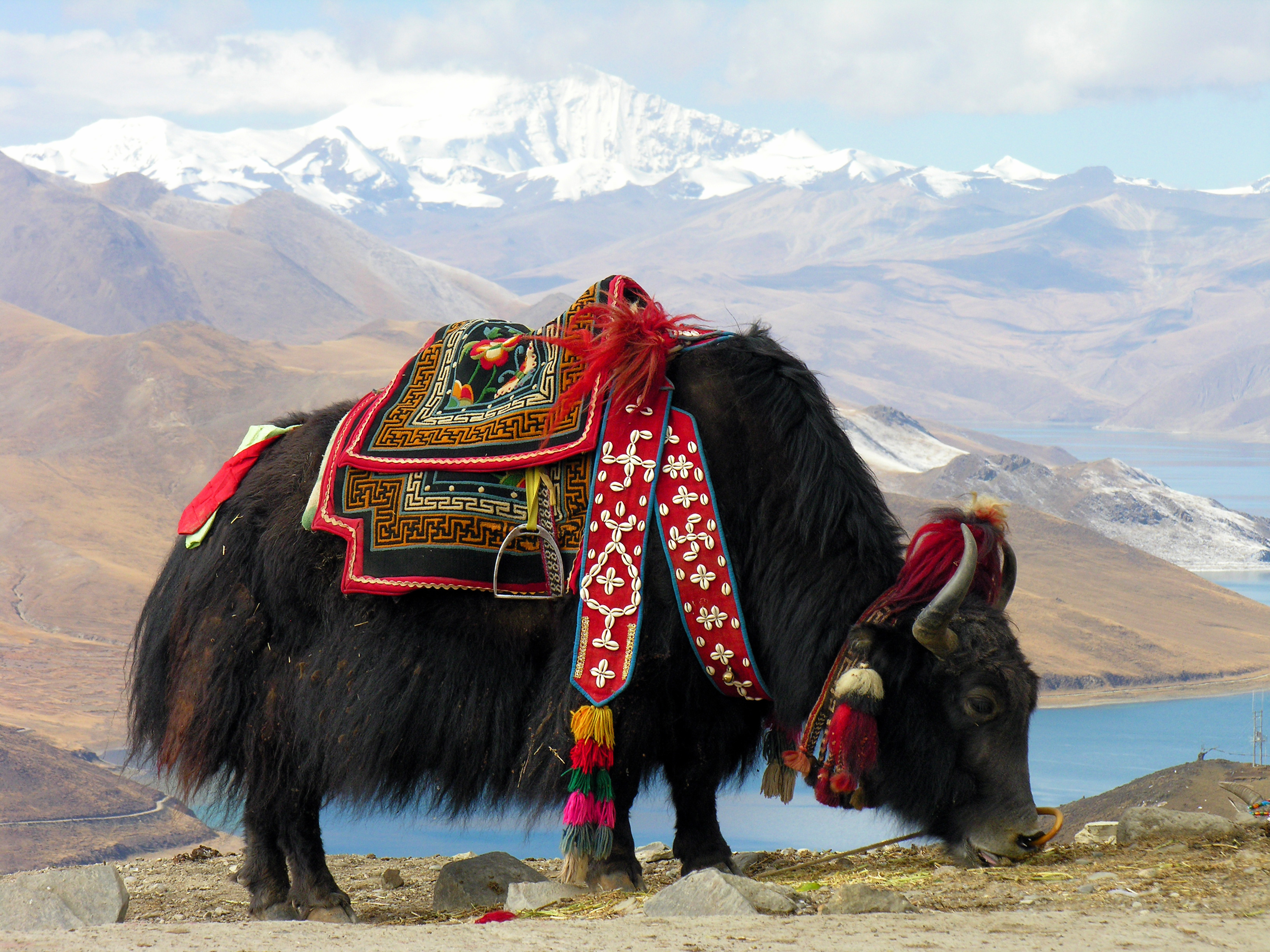
En tam jak vid Yamdrok-sjön.

Lhoka är indelat i ett stadsdistrikt och elva härad:
| Karta | Karta    | Karta     | Karta         | Karta       | Karta                 | Karta                    | Karta     | Karta                     |
| ----- | -------- | --------- | ------------- | ----------- | --------------------- | ------------------------ | --------- | ------------------------- |
|       |          |           |               |             |                       |                          |           |                           |
| Nr    | Namn     | Kinesiska | Pinyin        | Tibetanska  | Wylie                 | Befolkning (2003 uppsk.) | Yta (km²) | Befolknings- täthet(/km²) |
| 1     | Nedong   | 乃东区    | Nǎidōng qū    | སྣེ་གདོང་ཆུས།   | sne gdong chus        | 100 000                  | 2 185     | 46                        |
| 2     | Dhranang | 扎囊县    | Zhānáng xiàn  | གྲ་ནང་རྫོང་    | gong dkar rdzong      | 40 000                   | 2 142     | 19                        |
| 3     | Gongkar  | 贡嘎县    | Gònggā xiàn   | འཕྱོངས་རྒྱས་རྫོང་ | gong dkar rdzong      | 50 000                   | 2 386     | 21                        |
| 4     | Zangri   | 桑日县    | Sāngrì xiàn   | ཟངས་རི་རྫོང་   | zangs ri rdzong       | 20 000                   | 2 634     | 8                         |
| 5     | Chonggye | 琼结县    | Qióngjié xiàn | འཕྱོངས་རྒྱས་རྫོང་ | 'phyongs rgyas rdzong | 20 000                   | 1 030     | 19                        |
| 6     | Chusum   | 曲松县    | Qūsōng xiàn   | ཆུ་གསུམ་རྫོང་   | chu gsum rdzong       | 20 000                   | 2 069     | 10                        |
| 7     | Tsome    | 措美县    | Cuòměi xiàn   | མཚོ་སམད་རྫོང་  | mtsho smad rdzong     | 10 000                   | 4 178     | 2                         |
| 8     | Lhodrag  | 洛扎县    | Luòzhā xiàn   | ལྷོ་བྲག་རྫོང་    | lho brag rdzong       | 20 000                   | 5 031     | 4                         |
| 9     | Gyatsa   | 加查县    | Jiāchá xiàn   | རྒྱ་ཚ་རྫོང་     | rgya tsha rdzong      | 20 000                   | 4 385     | 5                         |
| 10    | Lhüntse  | 隆子县    | Lóngzǐ xiàn   | ལྷུན་རྩེ་རྫོང་    | lhun rtse rdzong      | 30 000                   | 9 894     | 3                         |
| 11    | Tsona    | 错那县    | Cuònà xiàn    | མཚོ་སྣ་རྫོང་    | mtsho sna rdzong      | 10 000                   | 34 979    | 0                         |
| 12    | Nakartse | 日喀则市  | Làngkǎzǐ xiàn | སྣ་དཀར་རྩེ་རྫོང་ | sna dkar rtse rdzong  | 40 000                   | 7 982     | 5                         |